# Maha Shivaratri
Maha Shivaratri jest hinduistički festival posvećen bogu Šivi. Festival slavi Šivino i Parvatino vjenčanje te je bitan dio šivaizma, pravca u kojem je bog Šiva Vrhovno Biće.
Šivini štovatelji posvećuju se postom i meditacijom, moleći za oprost i mir. Šiva je viđen kao božanstvo puno milosti. Proslava se održava noću, a u Kašmiru je poznata kao Har-ratri ili Haerath (Herath).
Blagdan je spomenut u nekoliko svetih tekstova; spisi su posebno posvećeni Šivi.